# SC-FDMA
Le single-carrier FDMA (en anglais « single-carrier frequency division multiple access » ou SC-FDMA) est une technologie de codage radio numérique utilisée notamment dans les réseaux de téléphonie mobile de 4e génération LTE ; elle utilise simultanément les techniques de multiplexages de type accès multiple par répartition en fréquence et celui par accès multiple à répartition dans le temps (multiplexage fréquentiel et temporel).
Le SC-FDMA a attiré l'attention comme une alternative séduisante à l'OFDM et à l'OFDMA, particulièrement dans les communications terre-satellite et dans le sens de transmission montant (terminal vers antenne-relais) des réseaux mobile 4G LTE et LTE-Advanced. 

## Description technique
Comme pour d'autres techniques à schéma d'accès multiples (TDMA, FDMA, CDMA, OFDMA), le but est l'attribution et le partage d'une ressource radio (bande de fréquence) entre plusieurs utilisateurs. Le SC-FDMA peut être considéré comme une variante linéaire des codages OFDM et OFDMA, dans le sens où il consiste aussi à répartir sur un grand nombre de sous-porteuses (plusieurs centaines) le signal numérique ; il impose aussi un écart de fréquence entre les sous-porteuses égal à la fréquence des symboles ce qui garantit l'orthogonalité des sous-porteuses et permet une plus grande efficacité spectrale, mais il utilise, en plus, une « DFT » (transformation de Fourier discrète) du signal pour précoder l'OFDMA conventionnel. 

Codage radio OFDMA et SC-FDMA : conversion numérique/analogique. Le précodage (DFT) spécifique au SC-FDMA apparaît en jaune.

Contrairement à l'OFDM utilisé dans les réseaux Wi-Fi, il intègre, comme l'OFDMA, une fonction de multiplexage temporel (avec une base de temps "TTI" de 1 ms dans les réseaux mobiles LTE) qui permet de partager la bande de fréquence radio entre un plus grand nombre d'utilisateurs et avec plus de souplesse, cela permet notamment une adaptation rapide aux variations de débits qui caractérisent les flux d'accès à Internet.

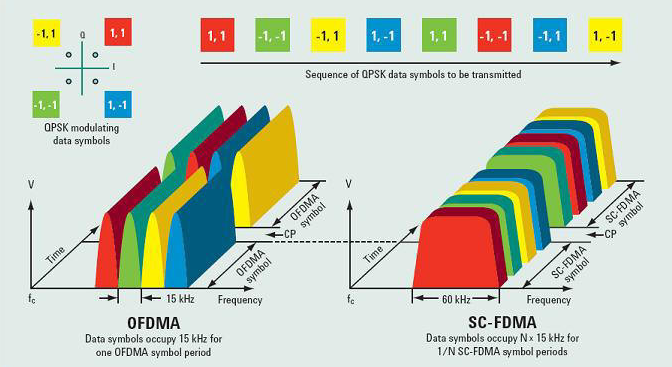
Modulation SC-FDMA comparée à l’OFDMA

Le principal avantage du SC-FDMA tient à un facteur de crête et à un PAPR (peak-to-average power ratio en anglais) plus faibles que ceux du codage OFDMA ; cela améliore l’efficacité énergétique du terminal, en diminuant la puissance crête d’émission et donc le poids et le coût du terminal (smartphone ou tablette  tactile) et en contribuant à l'augmentation de l'autonomie de la batterie. 
Ce PAPR plus faible, comparé à celui de l'OFDMA, provient de l'ajout d'une transformée de Fourier discrète ("DFT" en jaune dans le 1er dessin) qui réalise, en émission, une conversion du domaine temporel dans le domaine fréquentiel, ce précodage « lisse » la puissance du signal émis, la rapproche de la valeur efficace (tension) du signal et diminue les variations d'amplitude à haute fréquence. La transformation inverse (iDFT) est faite en réception.

## Utilisation
Le SC-FDMA a été adopté pour les liaisons montantes (dans le sens terminal vers station de base) de certaines normes 3GPP, plus particulièrement pour la partie radio (eUTRAN) des réseaux mobiles « LTE », car ce codage permet de diminuer la consommation électrique du terminal et donc contribue à l'augmentation de l'autonomie de sa batterie.
Pour les liaisons radio descendantes des réseaux LTE, pour lesquelles il y a une moindre contrainte énergétique, c'est l'OFDMA qui est utilisé car il permet pour une même largeur spectrale, un débit binaire plus élevé.